# Groupe Canam
Cet article possède un paronyme, voir Can-Am.
Groupe Canam inc., connu au cours de son existence sous les noms de Canam Steel Works, Les Aciers Canam puis Groupe Canam Manac avant de prendre son nom actuel en 2005, est une entreprise multinationale concentrant ses activités dans la conception et la fabrication de produits et de solutions de construction. L'entreprise a d'abord fabriqué des poutrelles métalliques, qui sont encore son produit le plus connu et un des plus importants. Son siège social est situé à Saint-Georges dans la Beauce, au Québec, et elle possède des installations dans plusieurs villes du Canada et des États-Unis en plus d’être présente en Roumanie, en Inde et aux Philippines. L’entreprise emploie plus de 3 600 personnes dans ses différentes places d’affaires.

## Historique

### Fondateurs
Les débuts de Canam remontent à la création de Canam Steel Works Inc., fondée le 15 août 1960 par Gilberte Lacroix-Dutil (fille de l'industriel et homme politique Édouard Lacroix), son mari Roger Dutil et un investisseur américain, Albert Goldberg. À la fin des années 1950, à la demande de son beau-père Édouard Lacroix, Roger Dutil rencontre à Boston l'ingénieur Albert Goldberg, spécialiste du domaine de la construction. Dutil profite de cette rencontre pour demander à l'ingénieur américain des suggestions pour lancer une nouvelle entreprise. Celui-ci propose, quelques mois plus tard, la fabrication de poutrelles d'acier. Roger Dutil, son épouse Gilberte et Goldberg s'associent donc en 1960 pour fonder une nouvelle société. Après s’être vu refuser la raison sociale St-Georges Steel Works Inc., Canam Steel Works Inc est né, provenant de la fusion des noms Canada et America.
Les fondateurs envisageaient de construire leur usine à Saint-Georges, mais la ville montrait peu d'ouverture. Le maire de Saint-Gédéon-de-Beauce, village situé une trentaine de kilomètres au sud, disposait de vastes terrains et a pu convaincre l'entreprise de s'installer à cet endroit. La construction de l’usine de 1 190 m2 a commencé au cours de l’hiver 1960-1961 et la production a débuté officiellement le 5 mai 1961 avec une douzaine d’employés saisonniers.

### Expansion
L’entreprise, connue initialement sous le nom de Canam Steel Works, a évolué au fil des ans pour devenir Groupe Canam Manac puis Groupe Canam inc. et s’est beaucoup diversifiée, incluant par moments des participations dans des entreprises de gaz naturel, d’équipement de foresterie, de fabrication de mobilier de bureau. Plus récemment, au cours des dernières décennies, Groupe Canam a recentré ses opérations autour des solutions de construction, tel qu’en fait foi la liste ci-dessous :
- 1966 : Mise sur pied de l'entreprise Manac par Marcel Dutil pour répondre à la demande croissante de remorques pour livrer les produits de l'usine de Saint-Gédéon aux clients. Le délai de livraison exigé par les fabricants de remorques d'alors était d'environ six mois. Dutil commença donc à en fabriquer pour les besoins de Canam, mais bientôt des clients extérieurs en commandent aussi, et l'entreprise prospère[4].
- 1970 : Acquisition d'une participation dans Hambro Structures et début de fabrication de poutrelles de plancher.
- 1972 : Manac achète Les Aciers Canam, ce qui laisse Marcel Dutil comme unique propriétaire de Canam. L'année suivante, le Groupe Canam Manac est créé pour regrouper les deux entreprises.
- 1974 : Construction d'une usine à Boucherville, pour y faire de la fabrication et servir de bureau de vente et de centre de service.
- 1975 : Installation d'une refendeuse et d'une profileuse à l'usine de Saint-Gédéon pour produire des cornières.
- 1976 : Ouverture d'un bureau de ventes à Toronto.
- 1977 : Acquisition de Treco. Cette entreprise participera à la reconstruction de El Asnam en Algérie, en grande partie détruite par le tremblement de terre du 10 octobre 1980.
- 1979 : Acquisition de Meubles Biltrite, de ville d'Anjou et Plattsburgh.
- 1984 : 
  - Ouverture d'une usine de poutrelles d'acier à Mississauga (Ontario),
  - Acquisition de Midwestern Joists (Missouri) et de Thames Steel Construction (Ontario); entrée de l'entreprise à la Bourse de Montréal.
- 1987 : Acquisition de Murox[5] de Saint-Joseph de Beauce, un fabricant de systèmes de bâtisses en acier depuis 1978.
- 1988 : 
  - Une nouvelle usine à Ville Saint-Pierre remplace celle de Boucherville pour la fabrication de tablier métallique.
  - Acquisition de Steel Joist of Indiana.
- 1994 : 
  - Acquisition de Steel Fabricators, de Fort Lauderdale en Floride
  - Création du Réseau Acier Plus, regroupement d'affaires[6]. Le Réseau sera vendu à ses membres en 2005[7]  mais il existe encore sous ce nom[8].
- 1995 : Création d’une usine à Jacksonville en Floride[9] pour produire des composantes de charpente métallique.
- 1996 : 
  - Acquisition d'une usine des Industries Lightsteel inc., située à Boucherville; après agrandissement et rénovation, la fabrication de tablier métallique de l'usine de Ville Saint-Pierre y sera déménagée.
  - Acquisition d'une part de 45 % de Structal, fabricant de ponts et structures complexes situé à Québec; acquisition d'une usine de poutrelles de la compagnie Canron, de Calgary (Alberta).
- 1997 : 
  - Acquisition de Aciers Marshall Ltée, de Laval, avec une usine de 9 755 m2.
  - Acquisition de Sun Steel, entreprise de Sunnyside (Washington), spécialisée en fabrication de poutrelles et de bâtiments préfabriqués en acier. Cette usine occupe aujourd'hui 23 245 m2.
  - Implantation d'un bureau à Calcutta en Inde pour la production de dessins d'atelier[10].
- 1998 : Implantation d’une équipe à Brașov (Roumanie) et déménagement dans des bureaux plus modernes en 2003[11]. Le mandat de départ de l’équipe en Roumanie était de produire des dessins d’atelier et de fournir des services d’ingénierie à Groupe Canam et aux membres du Réseau Acier Plus.
- 2004 : Adoption du plan stratégique ayant pour but de répartir les activités de Groupe Canam Manac dans neuf segments d'affaires reliés au produits de construction; en conséquence, vente des actifs non reliés au domaine de la construction, tel que Manac (remorques de camion).
- 2005 : Le 1er janvier 2005, le Groupe Canam Manac inc. devient Groupe Canam inc.
- 2006 : Acquisition d’une majorité des actifs de GoodCo et de Ztech[12], deux entreprises montréalaises spécialisées dans la fabrication de plaques d’appui et de joints de dilatation utilisés pour la construction de routes et de ponts. Les activités des deux entreprises seront déménagées dans l'usine de Groupe Canam à Laval.
- 2007 : 
  - Acquisition de 49 % des parts dans United Steel Structures Limited (USSL), qui opère une usine de fabrication de ponts et de charpentes métalliques à Canton (Guangzhou) en Chine[13] incluant la mise sur pied d’un bureau de dessin.
  - Acquisition de Eastern Bridge, LLC, de Claremont (New Hampshire), entreprise fabricant des structures d'acier pour ponts.
- 2009 : Le 21 décembre 2009, acquisition par Canam Steel Corporation de 15 % des parts de FabSouth, LLC et 15 % des parts de FS Real Estate Holdings LLC. FabSouth exploite six usines de fabrication de charpente métallique situées dans les états de la Floride, de la Caroline du Nord et de la Géorgie.
- 2010 :
  - Acquisition des actifs de InteliBuild de Hong Kong[14]. Cette société est reconnue pour la réalisation de projets de construction utilisant la maquette numérique BIM (Building Information Modeling) et la modélisation 3D dans les marchés de l’Asie, de la Chine jusqu’au Moyen-Orient.
  - Acquisition additionnelle de 65 %  des parts de FabSouth et de 63,334 % de FS Real Estate Holdings LLC (FSREH). À la suite de cette transaction, la participation de Canam Steel Corporation dans chacune de FabSouth et de FSREH est de 80 % sur le plan juridique. Dans le cadre de cette transaction, Canam Steel s'est engagée à acheter le solde des participations des autres sociétaires de FabSouth et de FSREH, soit 20 % de chacune de ces sociétés, sur une période de trois.
  - Acquisition de deux usines de tablier métallique ainsi que de la marque de commerce United Steel Deck[15]
- 2012 : Vente à Boulonnerie de Montréal inc. de la participation de 50 % dans la coentreprise Amcan-Jumax inc[16].
- 2013 :
  - Vente à Guangzhou Shipyard International Co., Ltd. et à Glory Group Development Limited, deux sociétés chinoises, de la participation de 49 % détenue depuis mars 2007 dans la société chinoise United Steel Structures Limited (USSL), pour une somme de 13 500 000 $ US[17].
  - Acquisition, par la filiale américaine Canam Steel Corporation, de Quincy Joist Company, spécialisée en production de poutrelles d'acier, une filiale de Schuff International de Buckeye en Arizona[18].* 2015 : Début août, acquisition de Dessin Cadmax, une firme de Boisbriand.
- 2016 : 
  - Début juin, acquisition d'une participation de 51 % dans l'actionnariat de la firme Stonebridge inc. de South Plainfield, NJ.
  - Groupe Canam acquiert une participation majoritaire dans TecFab International, un fabricant de charpentes métalliques situé à Shawinigan, au Québec.
- 2017 : Groupe Canam annonce la réalisation d'une opération de privatisation par un groupe d'investisseurs menée par la famille Dutil. Les actions de Groupe Canam sont radiées de la cote de la Bourse de Toronto à la suite de cette opération de privatisation.
- 2020 : Placement CMI, la Caisse de dépôt et placement du Québec et le Fonds de solidarité FTQ signent un accord définitif avec l'actionnaire majoritaire en vue d'acquérir la totalité des activités canadiennes de Groupe Canam, ainsi que certains actifs aux États-Unis et outre-mer.
- 2021 : 
  - Canam acquiert Supermétal qui fournit, fabrique et installe de la charpente d'acier.
  - Groupe Canam complète l'acquisition de Nico Métal inc.

## Organisation

### Structure de gestion
Groupe Canam inc. a été une compagnie publique inscrite à la bourse (TSX : CAM) de 1984 à 2017. Depuis janvier 2005, Groupe Canam fonctionne selon une structure de services corporatifs et d'unités d’affaires. En avril 2017, le rachat par des membres de la famille Dutil et American Industrial Partners (AIP) de toutes les actions en circulation est annoncé. En conséquence la société est délistée de la bourse de Toronto en juillet.

### Dirigeants
- Marcel Dutil est président du conseil de Groupe Canam inc. Il a travaillé pour l’entreprise Canam Steel Works inc. à partir de 1963 avant de devenir le président-fondateur de Manac Inc. à Saint-Georges en 1966 et président-fondateur de Groupe Canam Manac en 1973. Jusqu'au 31 décembre 2011, il a également occupé le poste de chef de la direction de Groupe Canam. La revue Commerce de l’automne 1999 l’a surnommé « l’homme de fer de la Beauce »[22]. En septembre 2022 il reçoit le prix Alfred F. Wong de l'Institut canadien de la construction en acier (ICCA) pour l'ensemble de sa carrière.
- Marc Dutil est président et chef de la direction de Groupe Canam inc. Membre du conseil d'administration de Groupe Canam inc., il a commencé sa carrière au Groupe Canam Manac inc. en 1989 en occupant divers emplois avant de fonder le Réseau Acier Plus en 1995 ; il y occupe le poste de président jusqu’en 2001. En 2001, il devient vice-président du Groupe Canam Manac inc., puis est nommé vice-président exécutif et membre du conseil d'administration de l'entreprise en 2002. Un an plus tard, il est nommé président et chef de l'exploitation de la société. En 2012, il devient le chef de la direction, succédant ainsi à son père. En octobre 2013, il est nommé « Entrepreneur de l'année » pour le Québec par la firme Ernst & Young[23].

### Domaines d'activités
- Bâtiments : Les poutrelles d'acier et le tablier métallique sont les deux principales composantes d'acier entrant dans la construction d'un bâtiment. Canam commercialise également un système de murs porteurs sous la marque Murox et les bâtiments relocalisables.
- Charpentes métalliques :
  - Canam Structures réalise des projets de grande envergure et de haute technicité en Amérique du Nord pour des entrepreneurs généraux, des firmes d'ingénierie et des propriétaires de bâtiments.
- Ponts : Canam Ponts fabrique de ponts en acier pour les marchés routier, ferroviaire et forestier. La filiale d'affaires fabrique également des appareils d'appui et des joints de dilatation commercialisés sous la marque Goodco Z-Tech.
- Services complémentaires :
  - À partir de ses bureaux situés en Roumanie, en Inde,  en Amérique du Nord et aux Philippines, Groupe Canam offre l’impartition de ressources techniques spécialisées.

## Faits saillants

### Quelques projets d'envergure
Au fil des ans, Groupe Canam inc a été impliqué dans plusieurs projets de construction notables.
- 1989 : Obtention du contrat pour fabriquer et installer la structure d'acier du 1000 de La Gauchetière, le plus haut gratte-ciel de Montréal avec 52 étages, dont la construction a été terminée en 1992. L’édifice offre des planchers de 15,24 mètres (50 pieds) de portée à aires ouvertes à partir du noyau central jusqu’aux murs-rideaux ainsi que trois espaces à bureaux dans les coins en porte-à-faux dentelés. L’installation de la charpente a été complétée en 199 jours ouvrables.
- 1993 : Obtention du contrat pour fabriquer et installer la structure métallique du FleetCenter, aujourd'hui le TD Garden, à Boston. Il s'agit du domicile des Bruins de la LNH et des Celtics de la NBA. Environ 12 000 composantes d’acier préfabriquées ont été nécessaires afin d’ériger la charpente métallique de ce projet de 7 258 tonnes.
- 2000 :
  - Obtention du contrat de la charpente métallique pour le nouveau stade des Patriots de la Nouvelle-Angleterre (football américain) situé à Foxborough (Massachusetts). Ce stade s'est appelé CMGI Stadium, puis Gillette Stadium.
  - Obtention du contrat pour les composantes métalliques de l'agrandissement de l'aéroport international Pierre-Elliott-Trudeau de Montréal.
  - Obtention du plus important contrat de l'histoire du groupe, pour le Boston Convention and Exhibition Center, au montant de 139 000 000 $ CAN.
- 2003 :
  - Obtention par la division des ponts du plus important contrat de son histoire, pour deux ponts qui enjambent la rivière Saskatchewan Nord à Edmonton (Alberta).
- 2006 : Obtention des contrats de structure pour deux stades de baseball de New York: le Citi Field (Mets) et le Yankee Stadium (Yankees).
- 2007 :
  - Production des plus longues poutrelles de toiture réalisées à l'usine de Saint-Gédéon, mesurant 77,1 m.
  - Obtention du contrat pour la structure du stade de soccer des Red Bulls de New York de la MLS, le Red Bull Arena.
  - Pont de l’autoroute 25 sur la  rivière des Prairies[25]. Le pont, qui traverse la rivière des Prairies, relie Montréal et Laval et compte six voies de circulation. La travée principale de type haubané a une longueur approximative de 500 m et les travées d’approche de type poutres soudées ont une longueur approximative de 680 m.
  - MetLife Stadium, domicile des Giants et des Jets de New York de la NFL. Ce stade d’une capacité de 82 500 spectateurs est aussi situé à East Rutherford (New Jersey).
- 2009 :
  - Obtention du contrat pour la construction du toit rétractable du Marlins Park, futur stade des Miami Marlins de la Floride situé à Miami.
  - Obtention de contrats pour la structure des ponts franchissant la Voie maritime du Saint-Laurent à la hauteur du canal de Beauharnois, dans le cadre du prolongement de l'autoroute 30.
  - Obtention du contrat pour la construction du stade Investors Group Field le domicile des Blue Bombers de Winnipeg.
- 2014 : Obtention d'un contrat pour le projet New NY Bridge pour remplacer le pont Tappan Zee surplombant la rivière Hudson.
- 2020 : Canam décroche un projet majeur en fourniture et installation pour le centre de traitement des commandes Amazon, un méga entrepôt de quatre étages situé à Nepean en Ontario.

### Contribution communautaire
Voici des exemples d’implication communautaire au cours des dernières années :
- En 2011 : Pour une 5e année consécutive, Groupe Canam a participé au tournoi de golf pour le financement de la Fondation Pinocchios, pour les enfants présentant des retards multiples.
- Jeux de Génie 2012 – participation en tant que partenaire Or (épreuve théorique et pratique de génie civil) pour la quatrième année d'affilée.
- Contribution significative pour les passerelles enjambant la rivière Chaudière à Saint-Georges[26].
- Centraide
- En 2021 : Participation au Cardio-thon au profit de la Fondation du coeur Beauce-Etchemin.